# Passo della Merendera
Il passo della Merendera è un valico alpino situato a 1280 m s.l.m., che mette in comunicazione Campolongo (frazione del comune di Santo Stefano di Cadore) con il comune di Vigo di Cadore, ed è situato tre chilometri prima della Forcella Lavardet. In cima al passo si trova il rifugio volontari alpini Cadore-Feltre.
Il passo è attraversato dalla strada statale 465 della Forcella Lavardet e di Valle San Canciano, tuttavia dall'ottobre 1993 è formalmente chiuso al traffico motorizzato pubblico, eccetto per i frontisti, pedoni e velocipedi, poiché la strada non è mai stata ripristinata e messa in sicurezza dopo l'inondazione del 1993 del torrente Frison. Il tratto di strada che da Campolongo sale al passo, costruito dopo l'alluvione del 1966 per sostituire il vecchio tracciato militare distrutto, è caratterizzato da 14 tornanti in successione, e sotto al passo è presente una palestra di arrampicata sportiva.